# 鉤盲蛇
鉤盲蛇（學名：Indotyphlops braminus）是蛇亞目盲蛇科下的一種無毒蛇種，主要分布在非洲及亞洲，不過現在鉤盲蛇的分布已推廣至世界各地。鉤盲蛇是棲息於地洞的蛇種，由於體型細小，加上善於掘洞，因此經常被誤認為蚯蚓，唯一分別就是鉤盲蛇的身體並沒有分成明顯的段節。另外，鉤盲蛇的學名，是由印度教名詞「Brahmin（婆羅門）」拉丁化而來的。目前鉤盲蛇下尚未有任何被確認的亞種。鉤盲蛇在中國亦被稱為地鱔及鐵絲蛇。

## 特徵

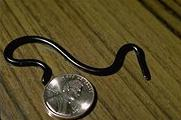

鉤盲蛇體型細小幼長，平均體長約只有6至17公分。牠們的頭部與尾巴兩端外表是一樣的，身體上也沒有明顯較為幼細的頸部，雙眼已經退化成兩顆小圓點。頭部的鱗片非常細碎，而且與身體其它部位的鱗片大小相同，而尾巴末端則有一枚很細小的尖鱗。成年的鉤盲蛇身體呈亮灰色或紫色。鉤盲蛇的細小眼睛上蓋有一片透明薄膜，顯示其雙眼已經失去視能。牠們的眼睛並不能構成影像，不過仍有一定的感光能力。

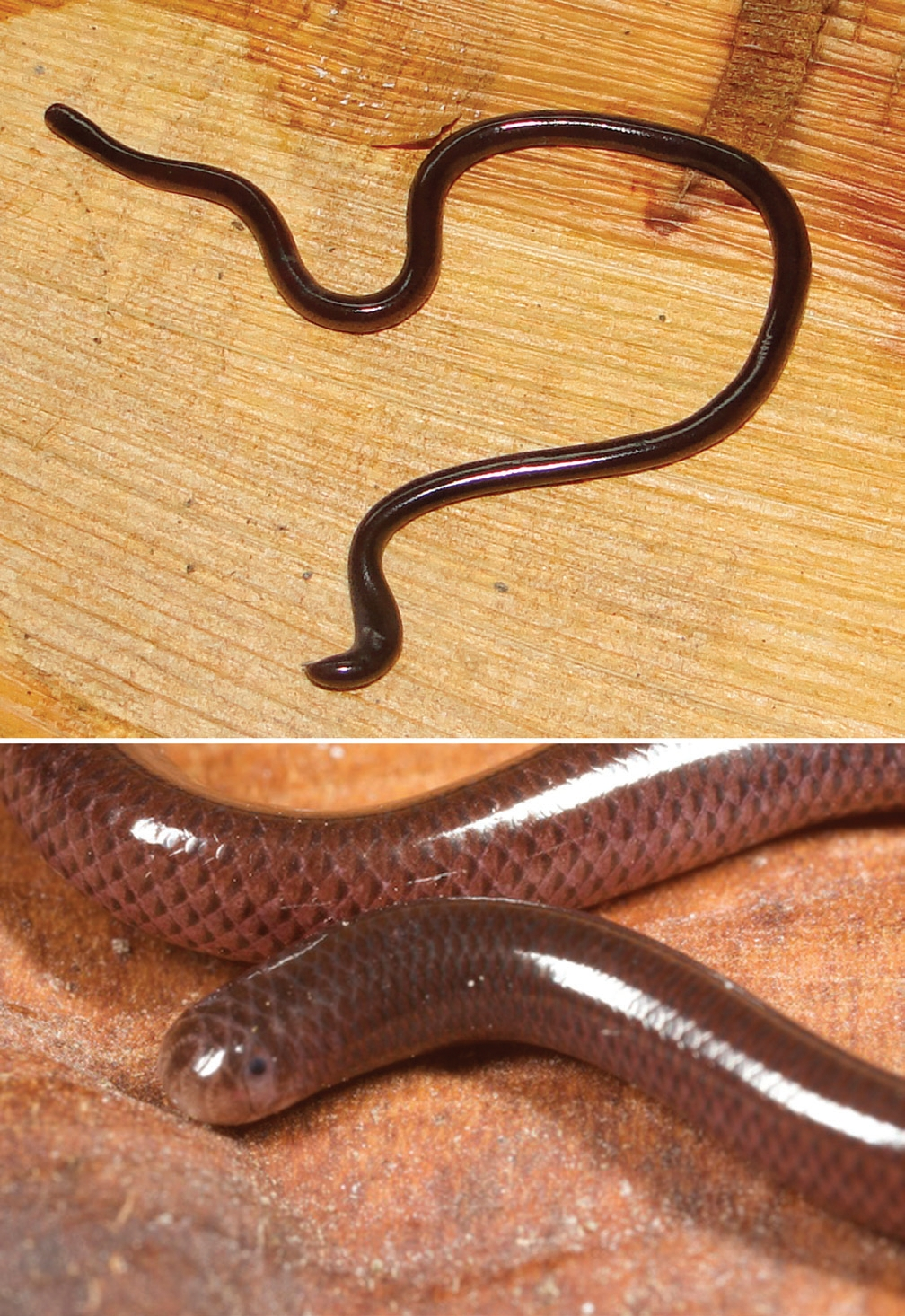
I. braminus 攝於華欣(泰國)和東帝汶

## 地理分布
鉤盲蛇主要分布地是非洲及亞洲，不過如今已經擴展至世界各地，在澳洲及美洲地均能找到牠們的蹤影。在非洲的喀麥隆、貝寧、南非、多哥、科特迪瓦、索馬里、桑給巴爾、坦桑尼亞海岸、莫桑比克、馬達加斯加、毛里裘斯及塞舌爾等地都能找到鉤盲蛇；在亞洲，鉤盲蛇則主要出沒於阿拉伯半島、伊朗、巴基斯坦、尼泊爾、印度、馬爾代夫、拉克沙群島、斯里蘭卡、孟加拉國、安達曼群島、尼科巴群島、緬甸、泰國、寮國、柬埔寨、越南、琉球群島、台灣、香港、華南地區、海南島、馬來半島、新加坡、新畿內亞、蘇門答臘與及附近的島群。在澳洲，鉤盲蛇分布於達爾文市、昆士蘭北端等地。而在美洲，鉤盲蛇則出現於美國的麻省、佛羅里達等地區，亦散見於墨西哥及危地馬拉等地。鉤盲蛇也是目前拉克沙群島上所發現的唯一蛇種。

## 習性
鉤盲蛇經常在市區及農地出沒，牠們生活於地下，並居於螞蟻或白蟻的巢穴中。牠們亦會生活於潮濕森林中的樹木內。鉤盲蛇的生息地帶主要取決於濕度及溫度。鉤盲蛇以螞蟻及白蟻為食，亦會進食牠們的卵及幼蟲。
鉤盲蛇是孤雌生殖的蛇種，因此目前所有研究所能收集的鉤盲蛇樣本都是雌性的。牠們主要會以卵生形式作繁殖，有時亦會直接產出幼蛇，每次的生產量約為8隻。

## 保护
本种于2023年被收录入《有重要生态、科学、社会价值的陆生野生动物名录》。

## 備註
1. ↑  Shea, G.; Stuart, B.L.; Chan-Ard, T.; Wogan, G.; Srinivasulu, C.; Srinivasulu, B.; Vijayakumar, S.P.; Ramesh, M.; Ganesan, S.R.; Madala, M.; Sreekar, R.; Shankar, G.; Allison, A.; Hamilton, A.; Tallowin, O.; Beraduccii [sic], J.; Howell, K.; Msuya, C.A.; Ngalason, W.; Parker, F.; O'Shea, M.; Iskandar, D. . The IUCN Red List of Threatened Species. 2021: e.T172704A1370555. doi:10.2305/IUCN.UK.2021-3.RLTS.T172704A1370555.en .
2. 1 2  McDiarmid RW（法语：Roy Wallace McDiarmid）, Campbell JA, Touré TA. 1999. Snake Species of the World: A Taxonomic and Geographic Reference, Volume 1. Washington, District of Columbia: Herpetologists' League. 511 pp. ISBN 1-893777-00-6 (series). ISBN 1-893777-01-4 (volume).
3. ↑  The Reptile Database. www.reptile-database.org.
4. ↑  . ITIS. 2007  [30 August, 2007].
5. ↑  爬行天下資料庫：鉤盲蛇 （页面存档备份，存于）
6. 1 2 3 4  .   [2008-05-18]. （原始内容存档于2014-07-16）.
7. 1 2  Whitaker R：《Common Indian Snakes: A Field Guide》，Macmillan India Limited，1978年。
8. ↑  . 中华人民共和国中央人民政府. 2023-06-26  [2023-11-12]. （原始内容存档于2023-10-09）.

## 外部連結
- （英文）TIGR爬蟲類資料庫：鉤盲蛇 （页面存档备份，存于）
- 鉤盲蛇的圖片 （页面存档备份，存于）
- 日本NIFTY網站：鉤盲蛇
- Wildherps：鉤盲蛇 （页面存档备份，存于）